# Прапор Томашполя
Пра́пор Томашполя — офіційний символ селища Томашпіль Вінницької області,затверджений 26 червня 1996 року рішенням сесії Томашпільської селищної ради.
Автори проєкту — А. Гречило та Ю. Савчук.

## Опис прапора
Квадратне полотнище, на синьому фоні жовта літера «Т», утворена верхньою горизонтальною та середньою вертикальною смугами (ширина смуг становить 1/3 сторони прапора), обабіч неї — по білій геральдичній троянді з жовтим осередям і зеленими листочками.

## Зміст
Літера «Т» вказує на назву поселення. Синє поле означає річку Томашівку, яка протікає через селище. Жовте поле та квіти символізують багатство, щедрість та розквіт.